# Drusen
«  Druse (anatomie) » redirige ici. Pour les autres significations, voir Druse.
 Mise en garde médicale

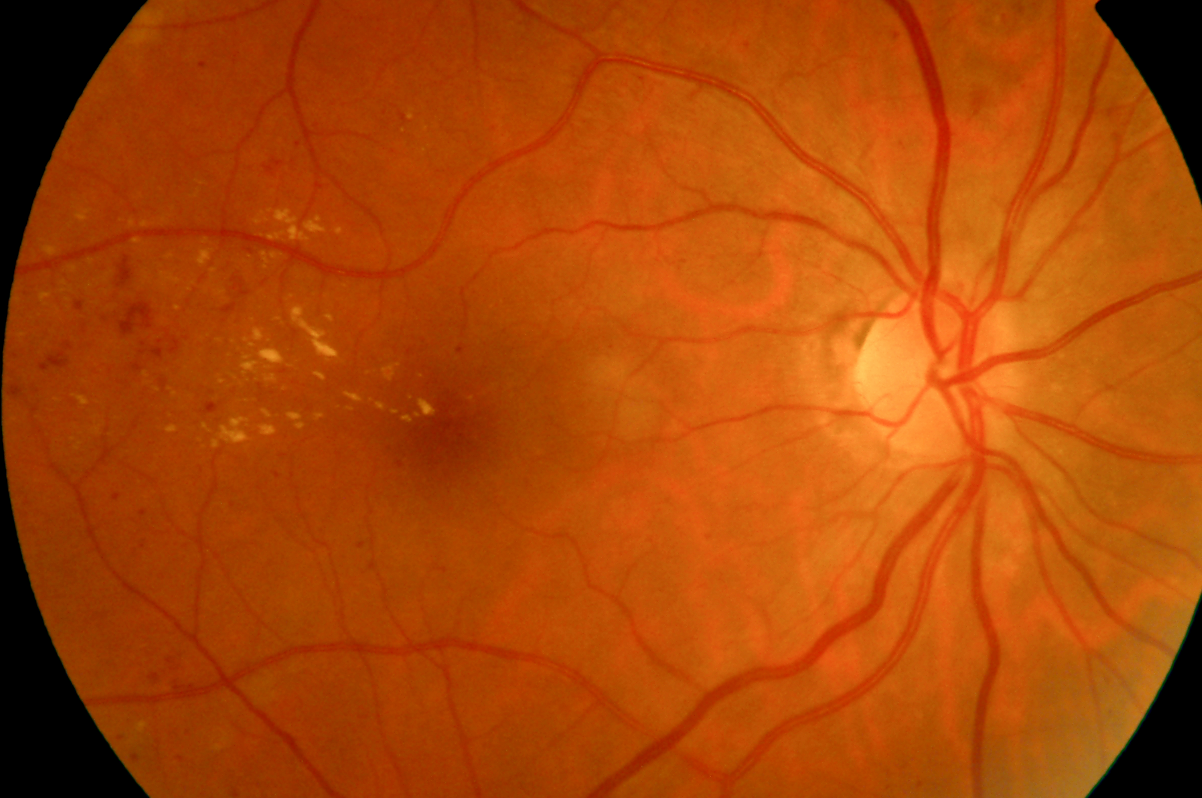
Drusen maculaire dur dans l'œil droit. Femme diabétique de 65 ans.

Les drusen, ou druses, sont des dépôts de matériel amorphe dans la rétine situés dans la couche cuticulaire de la membrane de Bruch au contact de l’épithélium pigmenté. Ils sont le facteur principal de l’apparition de néo-vaisseaux.
On distingue plusieurs formes de drusen. Les plus fréquents sont les drusen miliaires de moins de 65 μm de diamètre, avec des bords nets, de couleur blanc jaunâtre, visibles au fond d'œil. Ces dépôts sont très fréquents et liés au vieillissement.
La fusion d’amas s’appelle drusen séreux. Si ces amas sont nombreux le risque de néo-vascularisation augmente.

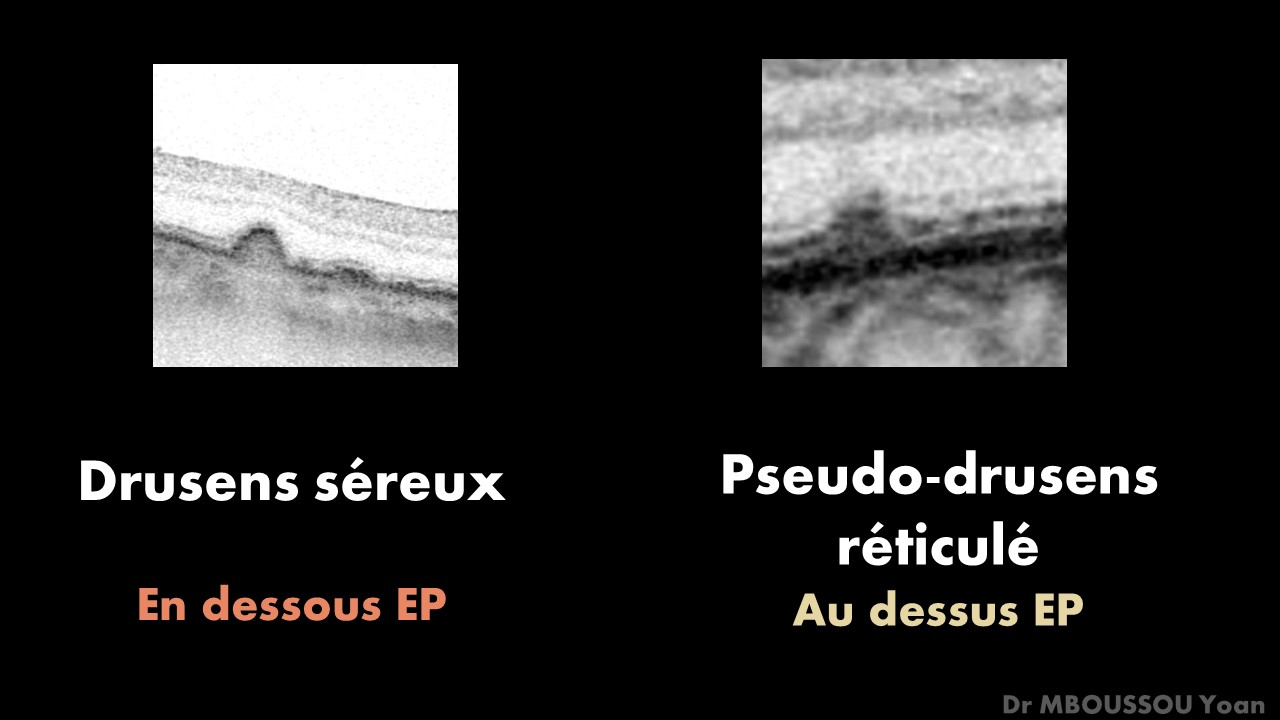
Les drusens séreux sont situés en dessous de l'épithélium pigmentaire à l'inverse des drusens pseudo-réticulés

Les pseudo-drusens réticulés se distinguent des drusens classique par leur situation histologique, situés juste au-dessus de l'épithélium pigmentaire.

## Étymologie
Suivant les sources le terme « drusen » vient du mot allemand Drüsen (glandes, glandules) ou d'un terme de minéralogie, « druse » (une géode aplatie). Le premier à le proposer est l'ophtalmologue allemand H. Müller en 1856.